# Вербківська загальноосвітня школа (Дніпропетровська область)
Вербківська загальноосвітня школа І-ІІІ ступенів — україномовний навчальний заклад І-III ступенів акредитації у селі Вербки, Павлоградського району Дніпропетровської області.

## Загальні дані
Вербківська загальноосвітня школа І-ІІІ ступенів розташована за адресою: вул. Матросова, 13, село Вербки (Павлоградський район) — 51543, Україна.
Директор закладу — Логвиненко Лідія Миколаївна
Мова викладання — українська.
Профільна направленість: Природно-математичний, Суспільно-гуманітарний, Технологічний універсальний.
Школа бере участь у регіональних та міжнародних освітніх програмах: Модернізація сільської освіти Дніпропетровщини.
У школі викладається спецкурс «Європейський  вибір України».
Вербківська середня школа – одна з найбільших у Павлоградському районі. З 47 вчителів 7 учителів — методистів, 4 — старших учителя, 18 — нагороджені нагрудним знаком «Відмінник освіти України». До послуг учнів їдальня, 22 навчальних кабінети, бібліотека,  комп'ютерний клас.

## Історія
У довідниковій книзі Єкатеринославській Єпархії за 1913 рік містяться дані про наявність у с. Вербки Павлоградського повіту трьох шкіл: однієї земської та двох церковно-прихідських, які почали свою роботу в 1903 році.
У довідці державного архіву Дніпропетровської області зазначено, що є «Справа рукопису до очерку по історії села Вербки», в якій записано: «У 1905 році земство побудувало в селі початкову школу». Першим учителем був Стремен Михайло Іванович. Першими за парти сіли 40 учнів, школа працювала в дві зміни. У 1935 році в 22 класах уже навчалося 800 учнів. Один із перших випускників школи Погорілий Микола Григорович стане пізніше головою місцевого колгоспу.
У 1952 році школа стала середньою. У 6 класних кімнатах у дві зміни навчалося 415 учнів.
50 – роки – Пічне опалення школи замінено водяним, добудовано ліве крило школи (8 класних кімнат), збудовано котельню.
60-70 роки - Добудовано 12 класних кімнат правого крила господарським способом, проведена генеральна реконструкція подвір’я, побудовано їдальню, майстерню, приміщення для спальних кімнат для дітей групи продовженого дня, ігровий майданчик, тир, профцентр. Школа перейшла на кабінетну форму навчання. У ці роки школа мала 30 га землі, кролеферму, вирощувала свиней, мала свій пташник та шефствувала над колгоспним, працював невеликий цех по вирощуванню печериць; квітами пломеніло шкільне подвір’я , доброю практичною школою для юннатів була шкільна теплиця, господаркою якої була вчитель біології Чуєва Галина Петрівна.
Народна освіта готувала реформу початкової школи. За завданням Міністерства освіти Павлоградський район і місто Калуш розпочали експериментальну роботу по переходу з чотирьохрічного навчання на трирічне. Програми та підручники випробували вчителі Вербківської СШ  Кириченко Г.П. і Олексієнко В.О.
80-90 роки. У школі запрацював перший в районі лінгафонний кабінет, школа – бронзовий призер ВДНГ з трудового навчання, нагороджена Грамотою Президії Верховної Ради Української РСР.
Приміщення школи з 1996 року було в аварійному стані: фундамент просів внаслідок підробки шахт, сирі холодні кабінети не відповідали санітарним нормам.
Завдяки активній позиції директора школи Холоденко Л.П. до участі в долі школи був залучений випускник школи екс-міністр з надзвичайних ситуацій Рева Г.В. Саме з його пропозиції питання про реконструкцію школи було поставлено на засіданні Кабінету Міністрів України, де й було виділено один мільйон гривень для Вербківської школи.
З листопада 2003 року по січень 2004 року школа працювала в особливому режимі: навчальний процес не зупинявся і одночасно проводилася реконструкція правого крила школи. 12 січня 2004 року красуня школа зустріла своїх дітей. У жовтні цього ж року школа переведена на газове опалення.

## Джерело-посилання
- Школа на сайті Павлоградського району [Архівовано 5 березня 2016 у Wayback Machine.]